# Santa Maria no Monte (título cardinalício)
Santa Maria no Monte (em latim, Sancta Mariæ ad Montes) é um título cardinalício instituído em 12 de março de 1960 pelo Papa João XXIII, por meio da constituição apostólica E sacris almæ. Sua igreja titular é Santa Maria ai Monti.

## Titulares protetores
- Rufino Jiao Santos (1960-1973)
- Jaime Lachica Sin (1976-2005)
- Jorge Liberato Urosa Savino (2006-2021)
- Jean-Marc Noël Aveline (desde 2022)